# Carolina Markowicz
Carolina Markowicz (São Paulo) es una cineasta y guionista brasileña cuya obra se ha centrado en el retrato social y las temáticas LGBT+. Escribió y dirigió los largometrajes Carvão y Pedágio. Antes, cortometrajes que se exhibieron en más de trescientos festivales de cine, entre ellos Cannes (Francia), Locarno (Suiza), Toronto (Canadá), SXSW (Austin, Estados Unidos) y AFI Festival de Los Ángeles, con diversos premios.
En 2020, fue incluida en el Top 10 Nuevos Cineastas Brasileños, una lista hecha por el portal Papo de Cinema mediante una votación entre varios críticos de su país.

## Biografía
En 2007 dirigió su primer cortometraje, 69 - Praça da Luz, en 2007, con el que  ganó varios premios, entre ellos mejor cortometraje en el Festival de Río, y proyección en el MoMa.
En 2014, codirigió y escribió Tatuapé Mahal Tower, que se estrenó en el Festival Internacional de Cine de Toronto. Allí, Markowicz fue considerada una de los "cinco cineastas a tener en cuenta" por el crítico Shane Smith de Co-Create. Además, fue uno de los cortos más premiados de 2014 en Brasil y resultó seleccionado en más de doscientos festivales, incluidos Edimburgo, Varsovia, Atlanta, Florida, Toulouse y La Habana.
En septiembre de 2015, fue una de los 10 cineastas emergentes invitados a formar parte del Talent Lab de TIFF, asesorado, entre otros, por Wim Wenders. Pospuesto fue su tercer cortometraje, protagonizado César Bordón y Mirella Pascual. Estrenado en el Festival de Biarritz en 2017 y ganó el premio al mejor guion en el Festival de Gramado, Brasil.
Su siguiente corto, Long Distance Relationship, se estrenó en el Festival TIFF 2017 y en el SXSW 2018, y se proyecto en festivales como el de Palm Springs, Atlanta y Melbourne. El siguiente corto, The Orphan, se estrenó en la Quincena de Realizadores de Cannes de 2018 y ganó la Palma Queer. También fue seleccionado para Locarno, TIFF 2018, AFI, SXSW (donde ganó un Premio de Reconocimiento Especial del Jurado) y más de ochenta festivales. En 2018, fue seleccionada para formar parte de Berlinale Talents y Locarno Filmmakers Academy, donde apareció en un artículo de IndieWire que la presentó como "una de las nuevas cineastas más emocionantes del mundo".
Fue una de las creadoras de la serie original de Netflix Ninguém Tá Olhando (El ángel desobediente) que ganó el Emmy Internacional en la categoría de mejor serie de comedia 2020.
Fue una de los cinco directores internacionales invitados a participar en la Factory Edition 2019 en Bosnia, en la que coescribió y codirigió un cortometraje que se proyectó en la Quincena de Realizadores de Cannes 2019. Actualmente se encuentra desarrollando dos proyectos de largometraje.
En 2022, estrenó su primer largometraje Carvao (Carbón), con Maeve Jinkings y César Bordón, que estrenó en el Festival Internacional de Toronto. En 2023 estrenó su segundo largometraje Pedágio, en el Festival Internacional de Cine de Toronto, donde Carolina ganó el TIFF Emerging Talent Award. Después, la película protagonizó la clausura de la sección Horizontes Latinos, del Festival de San Sebastián.

## Filmografía
| Año  | Título                     | Formato             | Función    |
| ---- | -------------------------- | ------------------- | ---------- |
| 2007 | 69-Plaça da Luz            | cortometraje        | directora  |
| 2014 | Edificio Tatuapé Mahal     | cortometraje        | directora  |
| 2016 | Postergados                | cortometraje        | directora  |
| 2017 | Long Distance Relationship | cortometraje        | directora  |
| 2018 | O Orfao                    | cortometraje        | directora  |
| 2019 | Spit                       | cortometraje        | directora  |
| 2019 | Ninguém Tá Ohlando         | serie de televisión | cocreadora |
| 2022 | Carvao                     | largometraje        | directora  |
| 2023 | Pedágio                    | largometraje        | directora  |